# Frederick Demuth
Frederick Demuth (Londres, 23 de juny de 1851 - 28 de gener de 1929) va ser el fill de Karl Marx i Helena Demuth, fet que es dedueix de la correspondència de la família Marx i el seu cercle íntim.

## Biografia
El 23 de juny de 1851 Helena Demuth va donar a llum un nen, Henry Frederick Demuth, en el certificat de naixement del qual es va ometre el nom del pare. El nadó va rebre el primer nom de Friedrich Engels, i la correspondència familiar suggereix que Engels, un solter resident a Manchester i amic personal Marx, va reclamar la paternitat del nen, tot i que algunes fonts indiquen que aquesta correspondència va ser escrita anys després de l'esdeveniment real per una de les filles de Marx, que havia sentit parlar del fet d'oïda.
Poc després de néixer, el nadó va ser adoptat per una família de classe treballadora londinenca anomenada Lewis. Més tard es va formar com a ajustador, va ser un actiu sindicalista de l'Amalgamated Engineering Union i un membre fundador del Partit Laborista a Hackney. Més endavant, Eleanor Marx, la filla petita de Marx, va conèixer Frederick Lewis després de la mort del seu pare i el va fer amic de la família.